# Shanyder Borgelin
Shanyder Antonio Borgelin (Margate, Estados Unidos, 19 de octubre de 2001) es un futbolista haitiano nacido en los Estados Unidos. Juega de delantero y su equipo es el Vendsyssel FF de la Primera División de Dinamarca. Es internacional absoluto por la selección de Haití desde 2021.

## Trayectoria
Borgelin entró a las inferiores del Philadelphia Union en 2017, y fue promovido al segundo equipo de la USL Championship en 2019.
En 2022 fichó por el Inter de Miami II y fue promovido al primer equipo en febrero de 2023. Debutó con el Inter de Miami el 25 de febrero ante el CF Montréal en la MLS.

## Selección nacional
Debutó con la por la selección de Haití el 1 de septiembre de 2021 ante Baréin en un amistoso.

## Clubes
| Club                     | País           | Año           |
| ------------------------ | -------------- | ------------- |
| Bethlehem Steel FC       | Estados Unidos | 2019-2020     |
| Inter de Miami II        | Estados Unidos | 2022-2024     |
| Inter de Miami           | Estados Unidos | 2023-2024     |
| New Mexico Utd. (cedido) | Estados Unidos | 2023          |
| Vendsyssel FF            | Dinamarca      | 2024-presente |

## Palmarés

### Títulos internacionales
| Título      | Club           | País           | Año  |
| ----------- | -------------- | -------------- | ---- |
| Leagues Cup | Inter de Miami | Estados Unidos | 2023 |

### Títulos nacionales
| Título                 | Club           | País           | Año  |
| ---------------------- | -------------- | -------------- | ---- |
| MLS Supporters' Shield | Inter de Miami | Estados Unidos | 2024 |